# Équipe d'Uruguay de football à la Copa América 1975
L'équipe d'Uruguay de football à la Copa América 1975 participe à sa 28e Copa América lors de cette édition 1975 qui se tient du 17 juillet au 28 octobre 1975. L'Uruguay est directement qualifié pour les demi-finales en tant que tenant du titre.

## Résultats

### Demi-finale

#### Matchs aller
| 21 septembre 1975                                                                                         | Colombie                          | 3 – 0 | Uruguay | El Campín (Bogota)                            |                                               |
| | Angulo 53e · Ortiz 70e · Díaz 90e | (0 - 0) |         | Spectateurs : 55 000 Arbitrage : César Orosco | Spectateurs : 55 000 Arbitrage : César Orosco |
| Zape - Segovia, Zárate, Escobar, Bolaño - Umaña, Retat ( Lóndero), Calero - Ortiz, Díaz, Castro ( Angulo) | Équipes                           | Corbo - De los Santos ( 17e), Olivera, González, Acosta - Mier Segovia, Forlán ( 75e Lorenzo), Unanue - Silva, Morena, Ocampo ( 70e Morales) |         | Spectateurs : 55 000 Arbitrage : César Orosco | Spectateurs : 55 000 Arbitrage : César Orosco |

#### Matchs retour
| 1er octobre 1975 | Uruguay           | 1 – 0                                                                                                  | Colombie | Stade Centenario (Montevideo)                      |                                                    |
| | Morena 17e (pen.) | (1 - 0)                                                                                                |          | Spectateurs : 70 000 Arbitrage : Rafael Hormazábal | Spectateurs : 70 000 Arbitrage : Rafael Hormazábal |
| Corbo - Peruena ( 86e Pereira), Chagas, González, Acosta - Mier Segovia, Forlán, Carrasco - Silva, Morena ( 80e), Lorenzo ( 63e Revetria) | Équipes           | Zape - Segovia, Zárate ( Soto, Escobar, Bolaño - Umaña, Retat, Calero - Ortiz ( Caicedo), Díaz, Castro |          | Spectateurs : 70 000 Arbitrage : Rafael Hormazábal | Spectateurs : 70 000 Arbitrage : Rafael Hormazábal |

## Effectif
Une première liste de 20 joueurs constituant l'équipe d'Uruguay
Sélectionneur :  -  Juan Alberto Schiaffino
| No. | Pos.      | Joueur                | Date de naissance et âge | Sélec. | Club          |
| --- | --------- | --------------------- | ------------------------ | ------ | ------------- |
|     | Gardien   | Walter Corbo          | 2 mai 1949               |        | Peñarol       |
|     | Gardien   | Omar Correa           |                          |        | River Plate   |
|     | Défenseur | Juan Vicente Morales  |                          |        | Cerro         |
|     | Défenseur | Nil Roque Chagas      |                          |        | Danubio       |
|     | Défenseur | Alfredo de los Santos |                          |        | Nacional      |
|     | Défenseur | Nelson Acosta         | 12 juin 1944             |        | Peñarol       |
|     | Défenseur | Walter Olivera        | 16 août 1952             |        | Peñarol       |
|     | Défenseur | Darío Pereyra         | 20 octobre 1956          |        | Nacional      |
|     | Défenseur | Carlos Peruena        | 13 mars 1955             |        | Peñarol       |
|     | Défenseur | Mario González        | 27 mai 1950              |        | Peñarol       |
|     | Défenseur | Mario Zoryez          |                          |        | Peñarol       |
|     | Milieu    | José Lorenzo          |                          |        | Cerro         |
|     | Milieu    | Ricardo Mier          |                          |        | Huracán Buceo |
|     | Milieu    | Juan Ramón Carrasco   | 15 septembre 1956        |        | Nacional      |
|     | Milieu    | Hebert Revetria       | 27 août 1955             |        | Nacional      |
|     | Milieu    | Saul Rivero           | 23 juillet 1954          |        | Liverpool     |
|     | Milieu    | Lorenzo Unanue        | 22 mars 1953             |        | Peñarol       |
|     | Attaquant | Richard Forlán        |                          |        | Wanderers     |
|     | Attaquant | Fernando Morena       | 2 février 1952           |        | Peñarol       |
|     | Attaquant | Juan Carlos Ocampo    |                          |        | Danubio       |
|     | Attaquant | Juan Silva            | 30 août 1948             |        | Peñarol       |

## Navigation